# Pietro Campori
Pietro Campori (ur. ok. 1553 w Castelnuovo di Garfagnana, zm. 4 lutego 1643 w Cremonie) – włoski kardynał.

## Życiorys
Urodził się około 1553 roku w Castelnuovo di Garfagnana, jako syn Giammarii Camporiego i Vittorii Sandonnini. Studiował na Uniwersytecie Pizańskim, gdzie uzyskał doktorat utroque iure. Po przyjęciu święceń kapłańskich został sekretarzem nuncjusza Cesarego Speciany. Został kanonikiem w Cremonie, a po śmierci swojego mentora wstąpił na służbę do kardynała Scipionego Caffarellego-Borghesego. 19 września 1616 roku został kreowany kardynałem prezbiterem i otrzymał kościół tytularny San Tommaso in Parione. 17 marca 1621 roku został wybrany na biskupa Cremony, a 16 maja przyjął sakrę. Osobiście nadzorował diecezję, w której w 1635 roku przeprowadził synod. Był stronnikiem rodu Borghesów. Zmarł 4 lutego 1643 roku w Cremonie.